# 阿肽加定
阿肽加定（INN：actagardin；也叫gardimycin）是由Actinoplanes brasiliensis产生的四环肽羊毛硫抗生素。它于1975年由Lepetit S.p.A.发现。其抗生素活性方法涉及抑制肽聚糖，优先针对革兰氏阴性菌。